# Parepisactus
Parepisactus is een geslacht van rechtvleugeligen uit de familie Eumastacidae. De wetenschappelijke naam van dit geslacht is voor het eerst geldig gepubliceerd in 1898 door Giglio-Tos.

## Soorten
Het geslacht Parepisactus omvat de volgende soorten:
- Parepisactus carinatus Giglio-Tos, 1898
- Parepisactus morai Descamps, 1971
- Parepisactus saltator Saussure, 1903